# Edinost (Argentina)
Edinost je slovensko podporno društvo v argentinski Córdobi.
Društvo so ponvno ustanovili slovenski izseljeneci v Argentini 25. avgusta 1940 z združitvijo Slovenskega podpornega društva in Delvskega kulturnega društva Iskra, ki sta izšli iz istega društva ustanovljenega 21. januarja 1928. Pobudnik za združitev in prvi tajnik je bil Anton Stepan. Edinost ima svoj društveni dom v Córdobi.